# 2.ª etapa del Tour de Francia 2024
La 2.ª etapa del Tour de Francia 2024 tuvo lugar el 30 de junio de 2024 y consistió en una etapa escarpada con inicio en la ciudad italiana de Cesenatico, donde se homenajeará al ciclista Marco Pantani en el 20.º aniversario de su muerte y final en Bolonia, sobre un recorrido de 200 km. El vencedor fue el francés Kévin Vauquelin del equipo Arkéa-B&B Hotels, mientras que el esloveno Tadej Pogačar consiguió el liderato.

## Clasificación de la etapa
| Cesenatico - Bolonia | etapa escarpada | (199,2 km) |

| \| Clasificación de la etapa \| Clasificación de la etapa \| Clasificación de la etapa \| Clasificación de la etapa \| Clasificación de la etapa \| \| Ciclista \| Ciclista \| Equipo \| Tiempo \| \| \| ------------------------- \| ------------------------- \| ------------------------- \| ------------------------- \| ------------------------- \| \| 1.º \| Kévin Vauquelin \| Arkéa-B&B Hotels \| 4 h 43 min 42 s \| \| \| 2.º \| Jonas Abrahamsen \| Uno-X Mobility \| + 36 s \| \| \| 3.º \| Quentin Pacher \| Groupama-FDJ \| + 49 s \| \| \| 4.º \| Cristián Rodríguez \| Arkéa-B&B Hotels \| + 49 s \| \| \| 5.º \| Harold Tejada \| Astana Qazaqstan Team \| + 49 s \| \| \| 6.º \| Nélson Filippe Oliveira \| Movistar Team \| + 50 s \| \| \| 7.º \| Axel Laurance \| Alpecin-Deceuninck \| + 1 min 12 s \| \| \| 8.º \| Mike Teunissen \| Intermarché-Wanty \| + 1 min 33 s \| \| \| 9.º \| Hugo Houle \| Israel-Premier Tech \| + 1 min 36 s \| \| \| 10.º \| Richard Carapaz \| EF Education-EasyPost \| + 2 min 21 s \| \| |                         |                       |                 |
| |                         |                       |                 |
| Fuentes: ProCyclingStats Cycling Quotient |                         |                       |                 |
| Clasificación de la etapa |                         |                       |                 |
| Ciclista | Ciclista                | Equipo                | Tiempo          |
| 1.º | Kévin Vauquelin         | Arkéa-B&B Hotels      | 4 h 43 min 42 s |
| 2.º | Jonas Abrahamsen        | Uno-X Mobility        | + 36 s          |
| 3.º | Quentin Pacher          | Groupama-FDJ          | + 49 s          |
| 4.º | Cristián Rodríguez      | Arkéa-B&B Hotels      | + 49 s          |
| 5.º | Harold Tejada           | Astana Qazaqstan Team | + 49 s          |
| 6.º | Nélson Filippe Oliveira | Movistar Team         | + 50 s          |
| 7.º | Axel Laurance           | Alpecin-Deceuninck    | + 1 min 12 s    |
| 8.º | Mike Teunissen          | Intermarché-Wanty     | + 1 min 33 s    |
| 9.º | Hugo Houle              | Israel-Premier Tech   | + 1 min 36 s    |
| 10.º | Richard Carapaz         | EF Education-EasyPost | + 2 min 21 s    |

## Clasificaciones al final de la etapa

### Clasificación general(Maillot Jaune)
| \| Clasificación general \| Clasificación general \| Clasificación general \| Clasificación general \| Clasificación general \| \| Ciclista \| Ciclista \| Equipo \| Tiempo \| \| \| --------------------- \| --------------------- \| -------------------------- \| --------------------- \| --------------------- \| \| 1.º \| Tadej Pogačar \| UAE Team Emirates \| 9 h 53 min 30 s \| \| \| 2.º \| Remco Evenepoel \| Soudal Quick-Step \| + 0 s \| \| \| 3.º \| Jonas Vingegaard \| Team Visma \\| Lease a Bike \| + 0 s \| \| \| 4.º \| Richard Carapaz \| EF Education-EasyPost \| + 0 s \| \| \| 5.º \| Romain Bardet \| Team dsm-firmenich PostNL \| + 6 s \| \| \| 6.º \| Maxim Van Gils \| Lotto Dstny \| + 21 s \| \| \| 7.º \| Egan Bernal \| Ineos Grenadiers \| + 21 s \| \| \| 8.º \| Pello Bilbao \| Bahrain Victorious \| + 21 s \| \| \| 9.º \| Thomas Pidcock \| Ineos Grenadiers \| + 21 s \| \| \| 10.º \| Giulio Ciccone \| Lidl-Trek \| + 21 s \| \| |                  |                            |                 |
| |                  |                            |                 |
| Fuentes: ProCyclingStats Cycling Quotient |                  |                            |                 |
| Clasificación general |                  |                            |                 |
| Ciclista | Ciclista         | Equipo                     | Tiempo          |
| 1.º | Tadej Pogačar    | UAE Team Emirates          | 9 h 53 min 30 s |
| 2.º | Remco Evenepoel  | Soudal Quick-Step          | + 0 s           |
| 3.º | Jonas Vingegaard | Team Visma \| Lease a Bike | + 0 s           |
| 4.º | Richard Carapaz  | EF Education-EasyPost      | + 0 s           |
| 5.º | Romain Bardet    | Team dsm-firmenich PostNL  | + 6 s           |
| 6.º | Maxim Van Gils   | Lotto Dstny                | + 21 s          |
| 7.º | Egan Bernal      | Ineos Grenadiers           | + 21 s          |
| 8.º | Pello Bilbao     | Bahrain Victorious         | + 21 s          |
| 9.º | Thomas Pidcock   | Ineos Grenadiers           | + 21 s          |
| 10.º | Giulio Ciccone   | Lidl-Trek                  | + 21 s          |

### Clasificación por puntos(Maillot Vert)
| Clasificación por puntos | Clasificación por puntos | Clasificación por puntos   | Clasificación por puntos | Clasificación por puntos |
| Ciclista                 | Ciclista                 | Equipo                     | Puntos                   |                          |
| ------------------------ | ------------------------ | -------------------------- | ------------------------ | ------------------------ |
| 1.º                      | Jonas Abrahamsen         | Uno-X Mobility             | 67 pts                   |                          |
| 2.º                      | Kévin Vauquelin          | Arkéa-B&B Hotels           | 60 pts                   |                          |
| 3.º                      | Quentin Pacher           | Groupama-FDJ               | 35 pts                   |                          |
| 4.º                      | Frank van den Broek      | Team dsm-firmenich PostNL  | 33 pts                   |                          |
| 5.º                      | Harold Tejada            | Astana Qazaqstan Team      | 33 pts                   |                          |
| 6.º                      | Romain Bardet            | Team dsm-firmenich PostNL  | 30 pts                   |                          |
| 7.º                      | Nélson Filippe Oliveira  | Movistar Team              | 27 pts                   |                          |
| 8.º                      | Carlos Rodríguez         | Ineos Grenadiers           | 26 pts                   |                          |
| 9.º                      | Tadej Pogačar            | UAE Team Emirates          | 22 pts                   |                          |
| 10.º                     | Wout van Aert            | Team Visma \| Lease a Bike | 22 pts                   |                          |

### Clasificación de la montaña(Maillot à Pois Rouges)
| Clasificación de la montaña | Clasificación de la montaña | Clasificación de la montaña | Clasificación de la montaña | Clasificación de la montaña |
| Ciclista                    | Ciclista                    | Equipo                      | Puntos                      |                             |
| --------------------------- | --------------------------- | --------------------------- | --------------------------- | --------------------------- |
| 1.º                         | Jonas Abrahamsen            | Uno-X Mobility              | 23 pts                      |                             |
| 2.º                         | Valentin Madouas            | Groupama-FDJ                | 11 pts                      |                             |
| 3.º                         | Frank van den Broek         | Team dsm-firmenich PostNL   | 9 pts                       |                             |
| 4.º                         | Ion Izagirre                | Cofidis                     | 8 pts                       |                             |
| 5.º                         | Romain Bardet               | Team dsm-firmenich PostNL   | 3 pts                       |                             |
| 6.º                         | Cristián Rodríguez          | Arkéa-B&B Hotels            | 3 pts                       |                             |
| 7.º                         | Kévin Vauquelin             | Arkéa-B&B Hotels            | 2 pts                       |                             |
| 8.º                         | Hugo Houle                  | Israel-Premier Tech         | 1 pt                        |                             |
| 9.º                         | Matej Mohorič               | Bahrain Victorious          | 1 pt                        |                             |

### Clasificación del mejor joven(Maillot Blanc)
| Clasificación del mejor joven | Clasificación del mejor joven | Clasificación del mejor joven | Clasificación del mejor joven | Clasificación del mejor joven |
| Ciclista                      | Ciclista                      | Equipo                        | Tiempo                        |                               |
| ----------------------------- | ----------------------------- | ----------------------------- | ----------------------------- | ----------------------------- |
| 1.º                           | Remco Evenepoel               | Soudal Quick-Step             | 9 h 53 min 30 s               |                               |
| 2.º                           | Maxim Van Gils                | Lotto Dstny                   | + 21 s                        |                               |
| 3.º                           | Thomas Pidcock                | Ineos Grenadiers              | + 21 s                        |                               |
| 4.º                           | Carlos Rodríguez              | Ineos Grenadiers              | + 21 s                        |                               |
| 5.º                           | Matteo Jorgenson              | Team Visma \| Lease a Bike    | + 21 s                        |                               |
| 6.º                           | Juan Ayuso                    | UAE Team Emirates             | + 21 s                        |                               |
| 7.º                           | Santiago Buitrago             | Bahrain Victorious            | + 1 min 11 s                  |                               |
| 8.º                           | Ilan Van Wilder               | Soudal Quick-Step             | + 1 min 22 s                  |                               |
| 9.º                           | Javier Romo                   | Movistar Team                 | + 1 min 22 s                  |                               |
| 10.º                          | Oscar Onley                   | Team dsm-firmenich PostNL     | + 2 min 31 s                  |                               |

### Clasificación por equipos(Classement par Équipe)
| Clasificación por equipos | Clasificación por equipos  | Clasificación por equipos | Clasificación por equipos |
| Equipo                    | Equipo                     | Tiempo                    |                           |
| ------------------------- | -------------------------- | ------------------------- | ------------------------- |
| 1.º                       | Movistar Team              | 29 h 40 min 42 s          |                           |
| 2.º                       | UAE Team Emirates          | + 30 s                    |                           |
| 3.º                       | Ineos Grenadiers           | + 51 s                    |                           |
| 4.º                       | Red Bull-Bora-Hansgrohe    | + 51 s                    |                           |
| 5.º                       | Soudal Quick-Step          | + 1 min 31 s              |                           |
| 6.º                       | Bahrain Victorious         | + 2 min 42 s              |                           |
| 7.º                       | EF Education-EasyPost      | + 3 min 41 s              |                           |
| 8.º                       | Team dsm-firmenich PostNL  | + 5 min 01 s              |                           |
| 9.º                       | Team Visma \| Lease a Bike | + 5 min 47 s              |                           |
| 10.º                      | Lidl-Trek                  | + 7 min 04 s              |                           |

## Abandonos
Ninguno.